# 城間修平
城間 修平（しろま しゅうへい、1983年1月16日 - ）は、沖縄県出身のプロバスケットボール選手である。ポジションはSF・SG。背番号11。189cm、88kg。元高松ファイブアローズ所属。

## 来歴
北中城高校ではインターハイ、ウィンターカップに出場。
全日本ジュニアバスケットボールU-18日本代表に選出。
日本大学進学後も、日下光、仲西翔自、蒲谷正之らとともにチームの中心メンバーとなり、オールジャパンにも出場した。
卒業後の2005年、福岡レッドファルコンズに入団するが、シーズン途中でチームが解散の憂き目に遭う。
シーズン終了後、bjリーグの高松ファイブアローズよりドラフト3巡目（全体10位）指名を受け入団。チームの新規参入1年目からの準優勝に貢献する。
2008年引退。
引退後の2009年、日本大学大学院文学研究科博士前期課程に進み、コーチング学を学ぶ。
2011年修士号取得。
2014年より同大助教、2020年より准教授として教鞭を執る。
2009年には日本大学男子バスケットボール部アシスタントコーチに就任。
2016年同部ヘッドコーチに就任。

## コーチ戦績
2018年　全日本大学バスケットボール選手権大会　第3位
2021年　関東大学バスケットボール選手権大会　優勝
　　　　 関東大学バスケットボールリーグ戦　準優勝
2022年　関東大学バスケットボール新人戦　準優勝
　　　　 関東大学バスケットボール選手権大会　第３位
2023年　全日本大学バスケットボール新人戦　第３位

## 経歴
- 北中城高校 - 日本大 - 福岡レッドファルコンズ（2005年〜2006年） - 高松ファイブアローズ（2006年〜2008年）

## エピソード
- 2009年に古巣の高松ファイブアローズが経営難に陥った際、個人スポンサーの募集に応じている。
- 小学校高学年あたりから180ｃｍ代をキープしているとのこと。諸説あり。